# Кашинали Цанга (Бијела)
Кашинали Цанга је насеље у Италији у округу Бијела, региону Пијемонт.
Према процени из 2011. у насељу је живело 27 становника. Насеље се налази на надморској висини од 263 м.